# Ospělov
Ospělov je malá vesnice, část obce Ludmírov v okrese Prostějov. Nachází se asi 2,5 km na severozápad od Ludmírova. V roce 2009 zde bylo evidováno 41 adres. Trvale zde žije 67 obyvatel.
Ospělov je také název katastrálního území o rozloze 1,56 km².

## Název
Vesnice získala své jméno od osobního jména Ospěl (což je z formálního hlediska minulé slovesné příčestí, asi od slovesa osúti - "obsypat, obklíčit"). Význam místního jména byl "Ospělův majetek".

## Historie
První písemná zmínka o obci pochází z roku 1382.
Dříve tvořila spolu s Milkovem jednu obec.
První školní budova byla vystavěna roku 1829.
Jelikož původní kaple z roku 1865 svými rozměry nevyhovovala potřebám místní věřící komunity, bylo rozhodnuto o zvětšení a tyto úpravy byly dokončeny roku 1935. 15. srpna téhož roku se byla kaple vysvěcena knězem Josefem Sedláčkem z Kladek a na ten den bylo každoročně povoleno sloužení mše svaté.

## Obyvatelstvo

### Struktura
Vývoj počtu obyvatel za celou obec i za jeho jednotlivé části uvádí tabulka níže, ve které se zobrazuje i příslušnost jednotlivých částí k obci či následné odtržení.
| Místní části   | Místní části | 1869 | 1880 | 1890 | 1900 | 1910 | 1921 | 1930 | 1950 | 1961 | 1970 | 1980 | 1991 | 2001 | 2011 |
| -------------- | ------------ | ---- | ---- | ---- | ---- | ---- | ---- | ---- | ---- | ---- | ---- | ---- | ---- | ---- | ---- |
| Počet obyvatel | část Ospělov | 203  | 204  | 204  | 198  | 160  | 153  | 143  | 104  | 116  | 120  | 83   | 81   | 81   | 63   |
| Počet domů     | část Ospělov | 29   | 33   | 33   | 33   | 35   | 34   | 38   | 36   | 32   | 28   | 23   | 36   | 38   | 39   |

## Přírodní poměry
Obcí protéká Ospělovský potůček, který se poté vlévá do Věžnice.
Jižně od obce u potůčku se nachází louka s výskytem vzácné vachty trojlisté. Tato louka je pravidelně kosena a jsou na ní zřizovány malé tůně. Tyto činnosti provádí Pozemkový spolek Prostějovsko, Regionální sdružení ČSOP Iris.

## Kulturní život
V obci je činé sdružení dobrovolných hasičů, kteří pořádají akce jako je soutěž Ospělovská šipka či posezení pod lipami.
Každoročně se tu koná Noc básníků.

## Osobnosti
V Ospělově žije Dušan Dvořák, který se proslavil jako pěstitel konopí.

## Fotogalerie

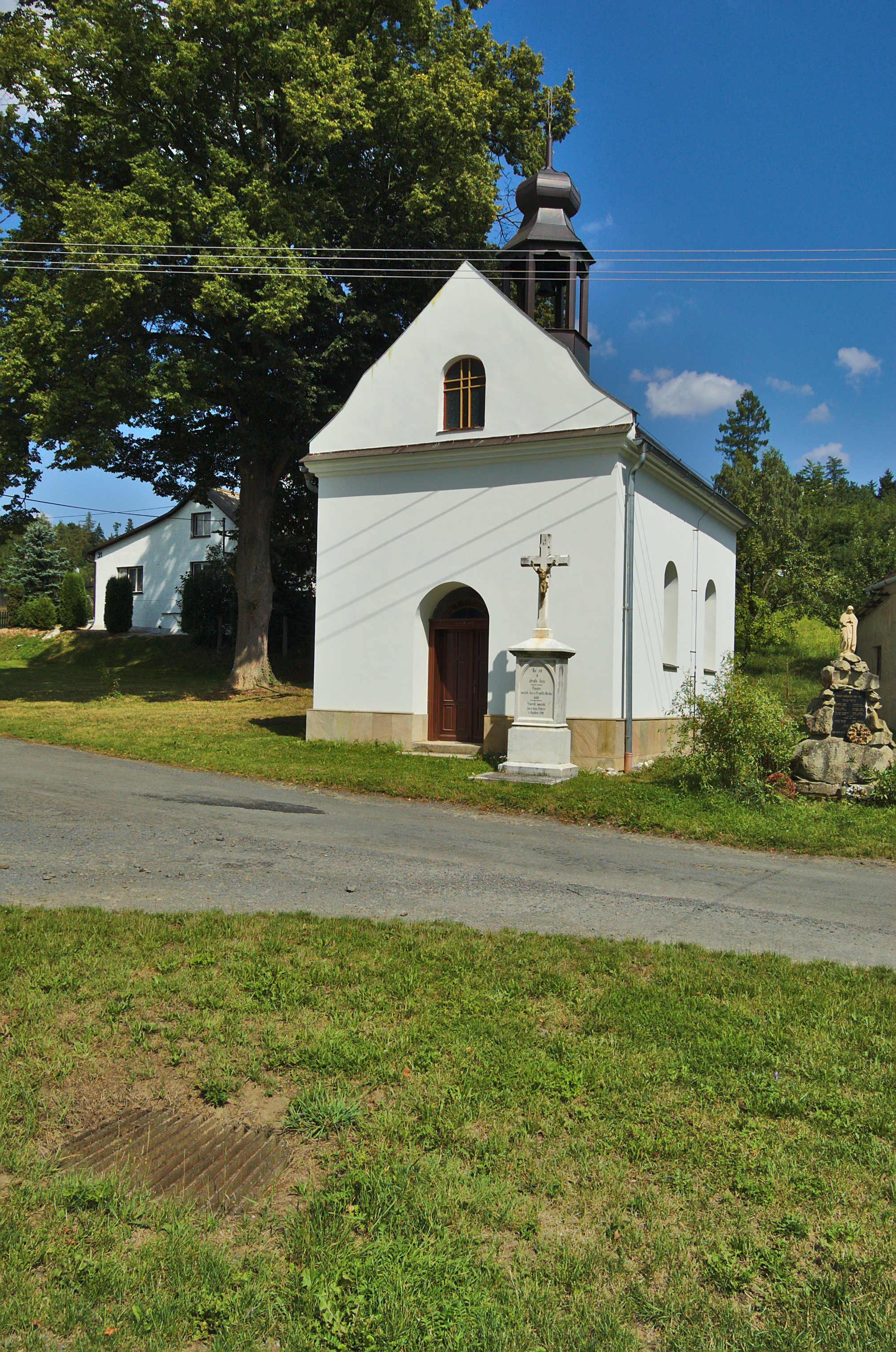
Kaple Nanebevzetí Panny Marie
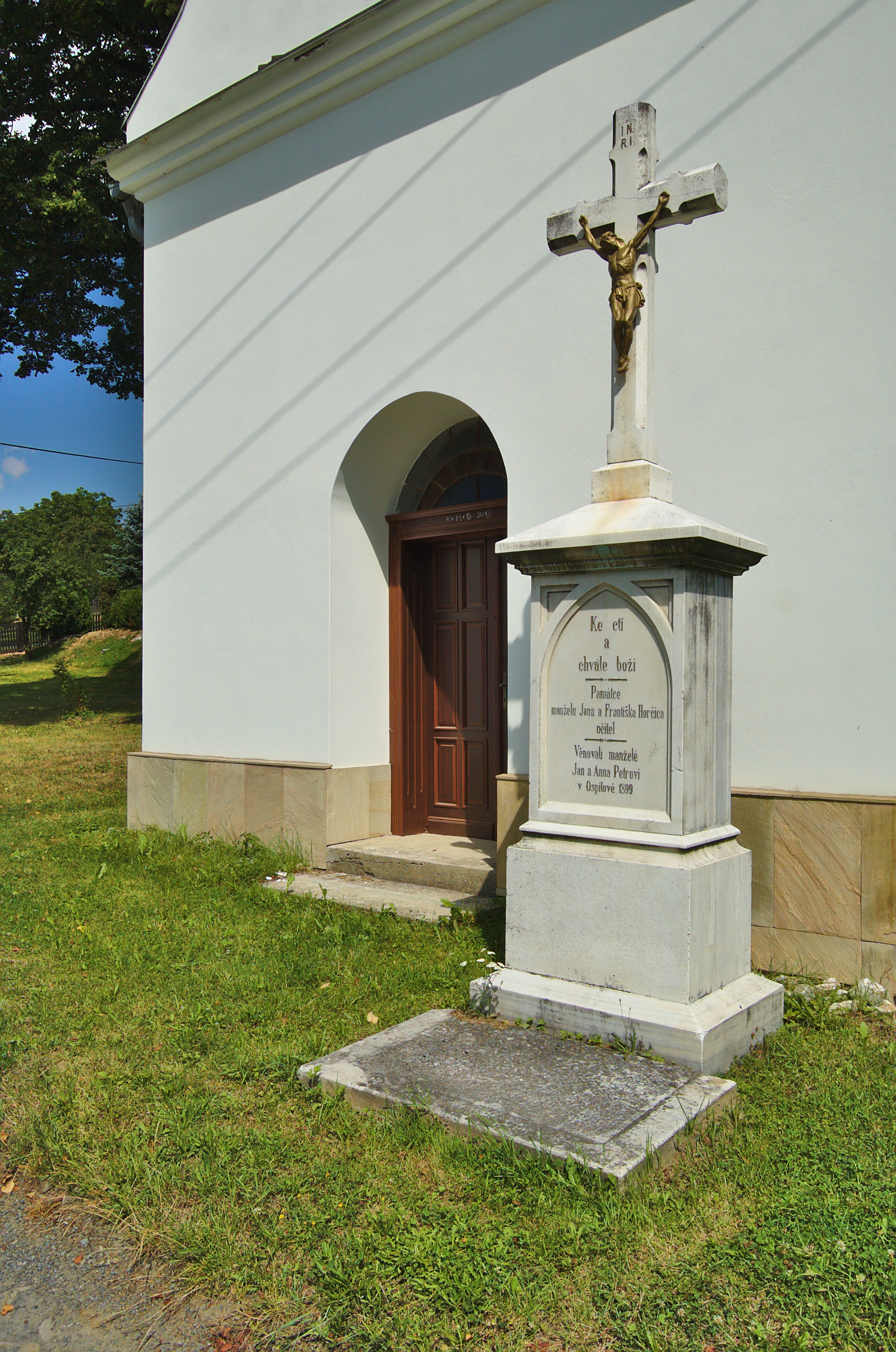
Kříž před kaplí
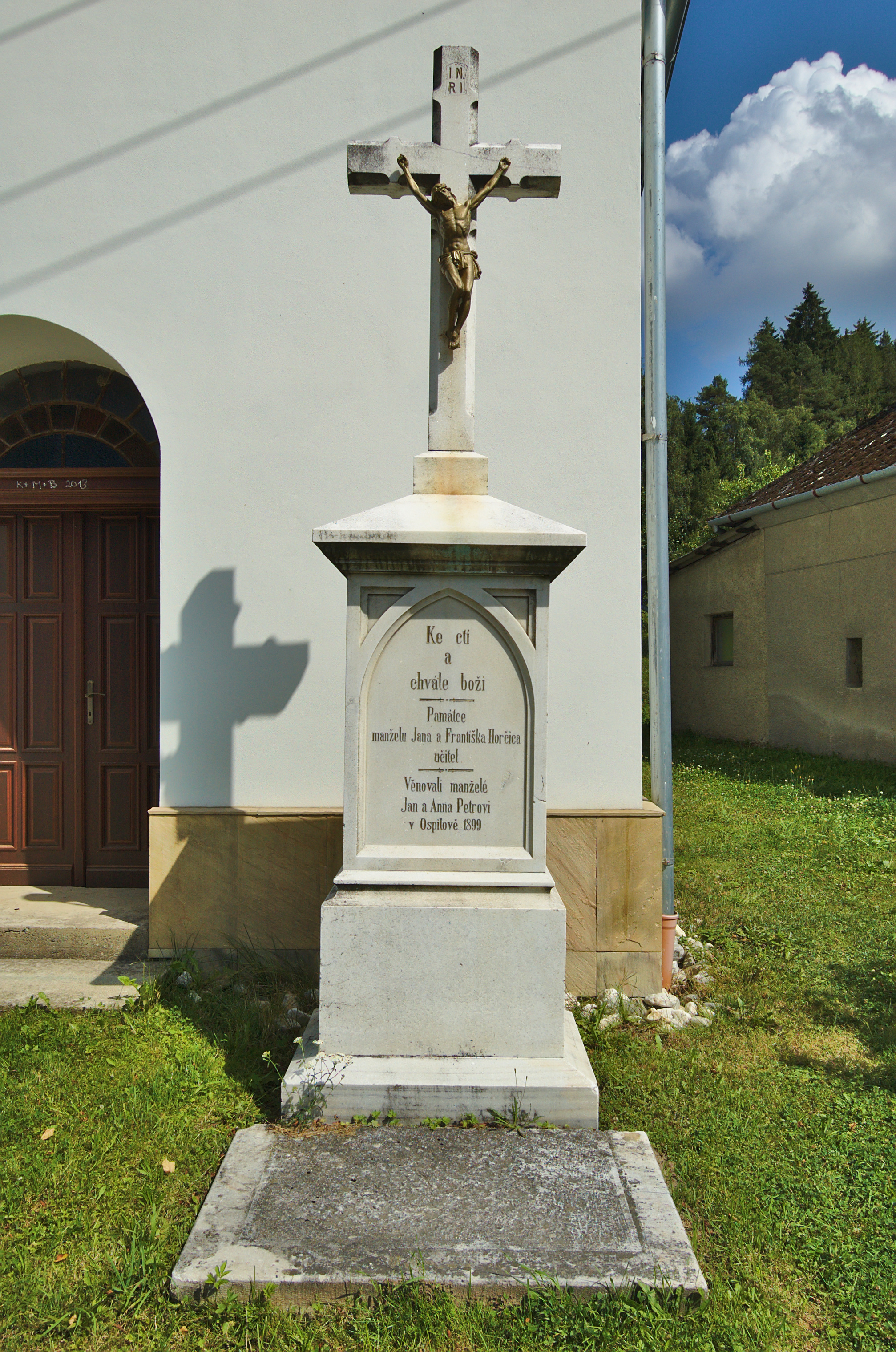
Kříž před kaplí
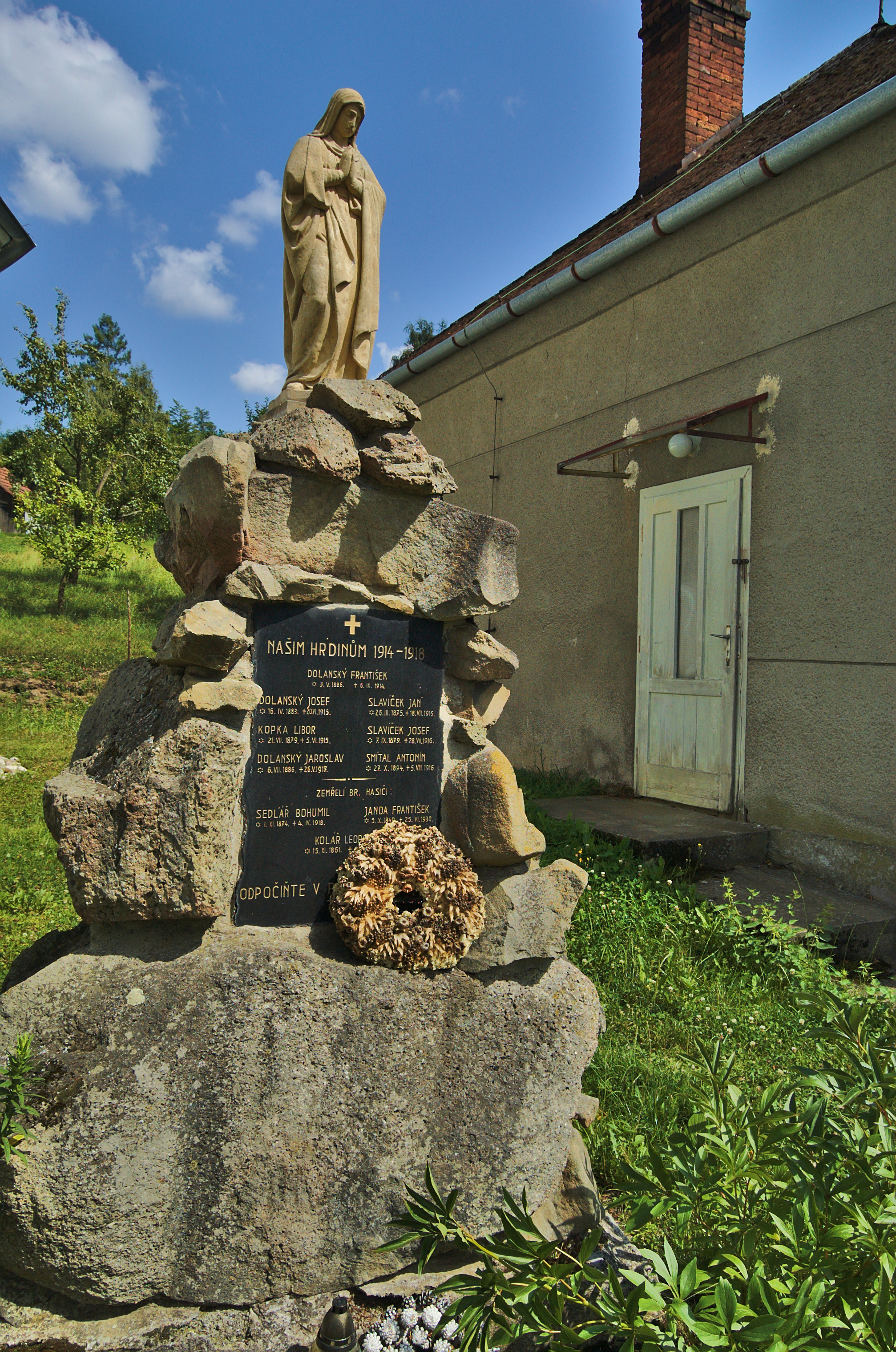
Památník obětem první světové války se soškou Panny Marie
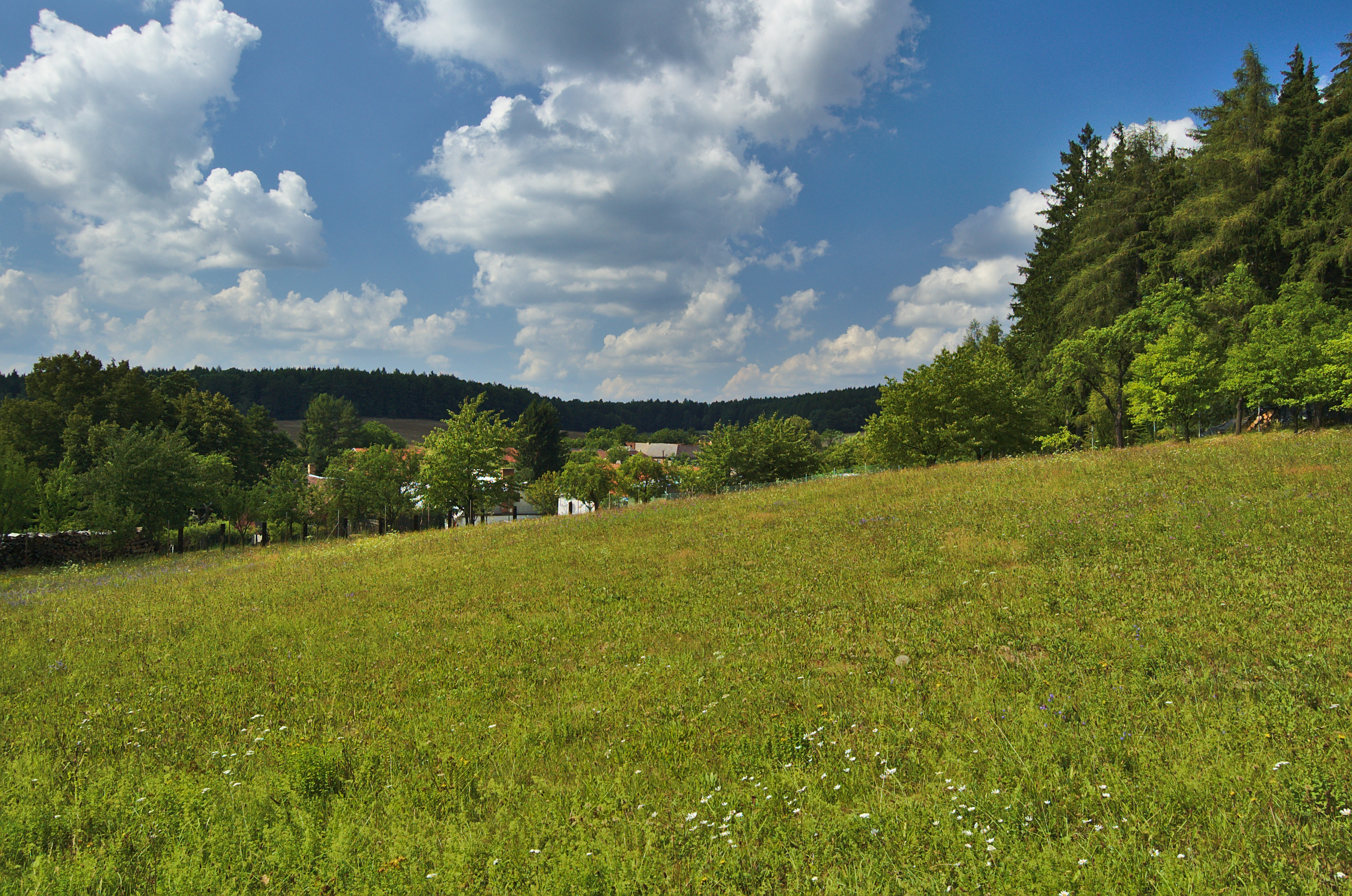
Pohled na obec od jihu